# Trịnh Ngọc Thương
Trịnh Ngọc Thương (chữ Hán: 郑玉苍; 1346-1422), có tài liệu chép là Trịnh Thị Thương (郑氏苍), còn được gọi là Trinh Từ Ý Văn Hoàng thái hậu (贞慈懿文皇太后), là mẹ của Bình Định vương Lê Lợi. Về sau con trai lên ngôi hoàng đế, lập ra nhà Hậu Lê, bà được truy tôn làm Hoàng thái hậu.

## Xuất thân
Trịnh Ngọc Thương là người Chủ Sơn (sau đổi thành xã Thủy Chú, huyện Lôi Dương, nay thuộc xã Xuân Thắng, huyện Thọ Xuân, tỉnh Thanh Hóa). Tổ tiên bà là Trịnh Thậm, vốn là người sách Mộc Trưng, phủ Thanh Hóa. Tương truyền cụ Thậm đi bắn chim ngang qua đất Thủy Chú, cảm thấy nơi này rừng cây xanh tốt, đất đai màu mỡ nên đã dời đến đây. Ông nội của bà là Ngọc Thương là Trịnh Tám, từng làm quan thời Trần, nhờ có công trong cuộc chiến với Chiêm Thành mà được phong làm Đại toát nữu. Tám có một người con trai là Sai, chính là cha sinh ra bà Ngọc Thương. Sai nối nghiệp cha làm chức Đại toát nữu, sinh được một trai một gái; con trai tên Thốn nối nghiệp cha, con gái chính là bà Ngọc Thương.

## Cuộc đời
Sau khi bà Ngọc Thương gả cho Lê Khoáng, đến làng Lam Sơn, thì gặp phải các tù trưởng người Man là Cầm Lô, Cầm Lạn cướp của dân địa phương; hai người phải dời đến Thủy Chú. Ở đây, bà đã sinh ra người con trai cả là Chiêu Hiếu Đại vương Lê Học.
Năm Ất Sửu (1385), ngày 6 tháng 8 âm lịch (tức ngày 10 tháng 9), bà sinh ra vua Thái Tổ. Sau đó, bà tiếp tục sinh ra Quốc Thái Trưởng Công chúa Ngọc Tá, Quốc Trưởng Công chúa Ngọc Vinh và Quốc Trưởng Công chúa Ngọc Tiên ở làng Thủy Chú.
Theo Đại Việt thông sử của Lê Quý Đôn, bà là một người khéo giữ đạo làm vợ, hết lòng hiếu kính thờ cha mẹ, lấy ân huệ đối xử với họ hàng, dùng lễ nghĩa dạy con cháu, cả đời làm việc thiện giúp đỡ người nghèo khó, xót thương kẻ côi cút; mọi người đều ca tụng công đức của bà, nhờ vậy mà càng nhiều người quy phụ, khiến gia nghiệp càng lúc càng lớn mạnh. Ngày mất và nơi an táng của bà đều không được truyền lại.
Năm Thuận Thiên thứ 1 (1428), bà được con trai truy tôn là Trinh Từ Ý Văn Hoàng thái hậu. Cụ tổ của bà là cụ Thậm được tặng "Triệu Ý hầu", ông nội bà là cụ Tám được tặng "Hiến Quốc công" và cha bà được tặng "Hựu Quốc công". Ngày 20, tên Thương (蒼) của bà, cùng với Đinh (汀) của Hiển Tổ, Quách (廓) của Gia Thục Hoàng thái hậu, Khoáng (曠) của Tuyên Tổ, Lợi (利) của Thái Tổ, Trần (陳) của Hoàng hậu và Học (孿) của anh vua, được ra lệnh kỵ húy (không được sử dụng khi viết, đồng âm khác chữ thì không phải húy).
Năm Thiệu Bình thứ 4 (1437), bà được cháu nội là Thái Tông Lê Nguyên Long truy tôn làm Trinh Từ Văn Trang Hiến Hoàng hậu.